# 인터넷 백본

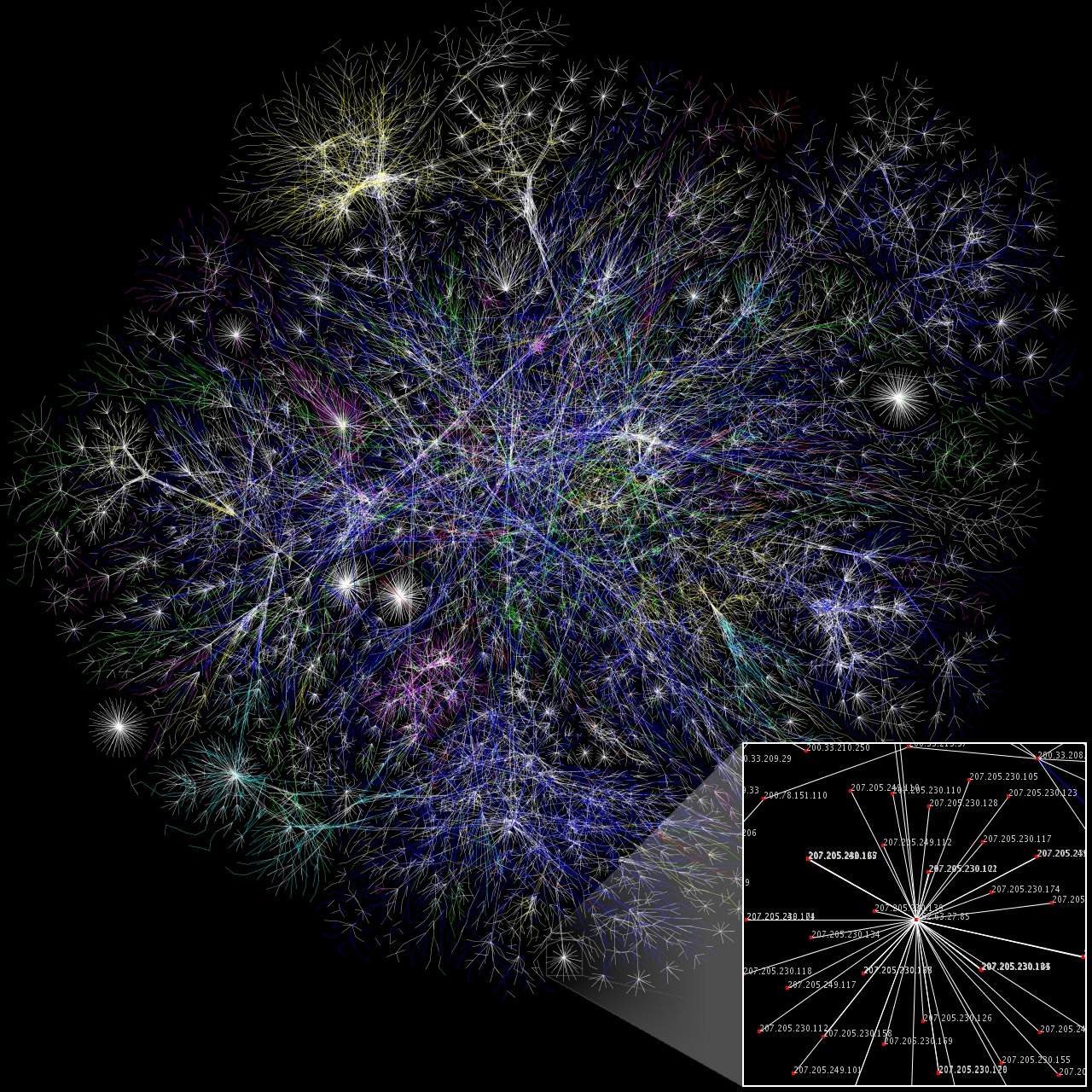
각 선은 두 IP 주소를 나타내는 두 노드 사이에 그려진다. 이것은 인터넷 백본의 작은 모습이다.

인터넷 백본(Internet backbone)은 인터넷의 대규모의 전략적으로 상호 연결된 컴퓨터 망과 코어 라우터 간의 주요 데이터 경로이다. 이러한 데이터 경로는 상업, 정부, 학술 및 기타 고용량 네트워크 센터와 국제적으로 인터넷 트래픽을 교환하는 인터넷 익스체인지 포인트 및 네트워크 접속 지점에 의해 호스팅된다. 인터넷 서비스 제공자 (ISP)는 주로 무정산 피어링 원칙에 따라 관리되는 사적으로 협상된 상호 연결 계약을 통해 인터넷 백본 트래픽에 참여한다.
인터넷과 그 결과로 나타나는 백본망은 중앙 집중식 제어 또는 조정 시설에 의존하지 않으며, 전 세계적인 네트워크 정책을 구현하지도 않는다. 인터넷의 복원력은 데이터 무결성, 신뢰성 및 인증을 보장하기 위해 대부분의 처리를 처리하도록 통신 엔드포인트에 의존하여 네트워크 요소에 가능한 한 적은 네트워크 상태 및 제어 기능을 배치하는 아이디어와 같은 주요 아키텍처 기능에서 비롯된다. 또한 오늘날의 네트워크 링크의 높은 수준의 다중화와 정교한 실시간 라우팅 프로토콜은 부하분산 및 혼잡 방지를 위한 대체 통신 경로를 제공한다.
티어 1 네트워크로 알려진 가장 큰 공급업체는 다른 공급업체로부터 트랜짓 계약을 구매하지 않는 포괄적인 네트워크를 가지고 있다.

## 인프라스트럭처

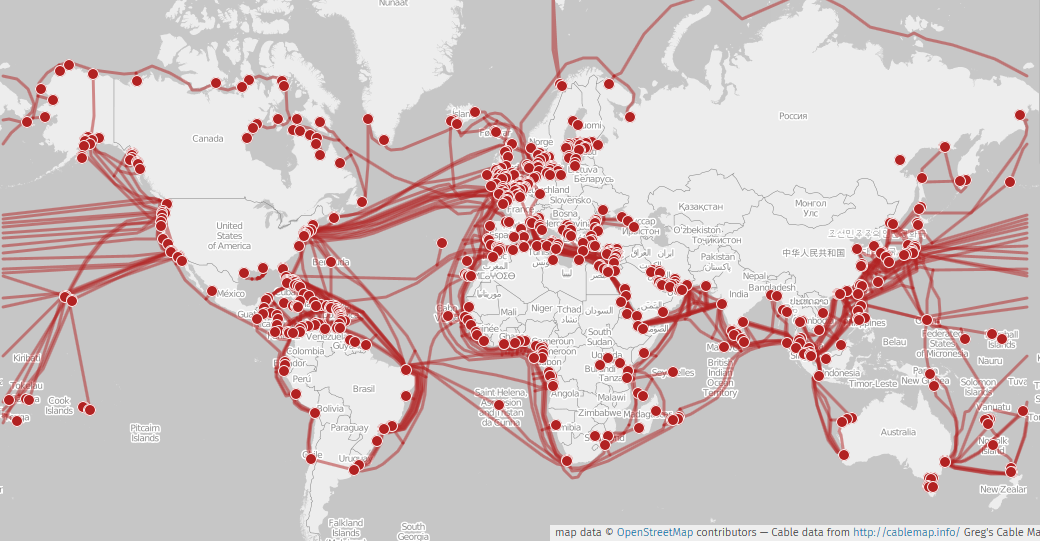
인터넷의 물리적 인프라 역할을 하는 주요 해저 케이블의 경로.

인터넷 백본은 수많은 회사가 소유한 많은 네트워크로 구성된다.
광섬유 통신은 여러 가지 이유로 인터넷 백본 공급업체에게 선택된 매체로 남아 있다. 광섬유는 빠른 데이터 속도와 대용량 대역폭을 허용하며, 상대적으로 감쇠가 거의 없어 중계기가 거의 없이 장거리를 커버할 수 있으며, 누화 및 기타 형태의 전자기 간섭에 면역된다.
백본에 내장된 실시간 라우팅 프로토콜과 다중화는 장애 발생 시 트래픽을 다시 라우팅할 수도 있다. 백본 회선의 데이터 속도는 시간이 지남에 따라 증가했다. 1998년, 미국의 모든 백본망은 가장 느린 데이터 속도인 45Mbit/s를 사용했다. 그러나 기술 개선으로 인해 2000년대 중반에는 백본의 41%가 2,488 Mbit/s 이상의 데이터 속도를 갖게 되었다.

## 역사
최초의 패킷 교환 컴퓨터 망인 NPL 네트워크와 아파넷은 1973년 유니버시티 칼리지 런던을 통해 상호 연결되었다. 아파넷은 인터페이스 메시지 프로세서라고 불리는 라우터의 백본을 사용했다. 다른 패킷 교환 컴퓨터 망은 1970년대부터 확산되어 결국 TCP/IP 프로토콜을 채택하거나 새로운 네트워크로 대체되었다.
국립과학재단은 1986년 56kbit/s 상호 연결 링크를 사용하여 6개의 네트워킹 사이트에 자금을 지원하고 아파넷과 피어링하여 국립과학재단 네트워크 (NSFNET)를 만들었다. 1987년, 이 새로운 네트워크는 13개의 사이트를 위해 1.5Mbit/s T1 링크로 업그레이드 되었다. 이 사이트에는 170개 이상의 다른 네트워크를 연결하는 지역 네트워크가 포함되었다. IBM, MCI 커뮤니케이션즈 및 메릿 네트워크는 1991년 백본을 45Mbit/s 대역폭 (T3)으로 업그레이드했다. 아파넷과 NSFNET의 조합은 인터넷으로 알려졌다. 몇 년 안에 NSFNet 백본의 우세는 1990년 중복된 아파넷 인프라의 서비스 중단으로 이어졌다.
인터넷 초기에는 백본 공급업체가 정부가 후원하는 네트워크 접속 지점 (NAP)에서 트래픽을 교환했으며, 정부가 인터넷을 사유화하고 NAP를 상업 공급업체에 이전할 때까지 계속되었다.

## 현대 백본
장거리 전화망과 백본망 간의 중복 및 시너지 효과로 인해 AT&T 주식회사, 버라이즌, 스프린트 및 루멘과 같은 가장 큰 장거리 음성 통신 사업자도 가장 큰 인터넷 백본망 중 일부를 소유하고 있다. 이러한 백본 공급업체는 인터넷 서비스 제공업체에게 서비스를 판매한다.
각 ISP는 자체 비상 네트워크를 보유하고 있으며 외부 백업 장비가 갖춰져 있다. 이러한 네트워크는 중복 네트워크를 만들기 위해 서로 얽혀 있고 교차한다. 많은 회사가 자체 백본을 운영하며, 이들은 전 세계의 다양한 인터넷 익스체인지 포인트에서 모두 상호 연결되어 있다. 데이터가 이 웹을 탐색하려면 최종 목적지로 보내기 위해 다른 라우터로 데이터를 보낼 수 있는 인터넷 백본의 정보 처리 능력이 충분한 백본 라우터가 필요하다. 이들이 없으면 정보가 손실된다.

## 백본의 경제

### 피어링 계약
대략적으로 동등한 시장 점유율을 가진 백본 공급업체는 정기적으로 피어링 계약이라고 하는 계약을 체결하는데, 이는 다른 네트워크를 사용하여 트래픽을 최종적으로 전달되는 곳으로 넘길 수 있도록 한다. 일반적으로 회사는 고객으로부터 수익을 얻기 때문에 서로에게 비용을 청구하지 않는다.

### 규제
경쟁법 당국은 어떤 공급업체도 백본 시장을 지배할 만큼 커지지 않도록 조치를 취해왔다. 미국에서 연방 통신 위원회는 시장이 계속 잘 작동하는 한 인터넷 백본 상호 연결 관계의 경쟁 측면을 감시하지 않기로 결정했다.

### 트랜짓 계약
불균등한 시장 점유율을 가진 백본 공급업체는 일반적으로 트랜짓 계약이라고 하는 계약을 체결하며, 일반적으로 어떤 형태의 금전적 계약을 포함한다.

## 지역 백본

### 이집트
2011년 이집트 혁명 동안 이집트 정부는 2011년 1월 27일 오후 5시 20분 (동부 표준시)경에 네 개의 주요 ISP를 폐쇄했다. 이집트를 통과하는 인터넷 트랜짓 트래픽은 영향을 받지 않았으므로 네트워크는 물리적으로 중단되지 않았다. 대신 정부는 로컬 경로를 알리는 경계 경로 프로토콜 (BGP) 세션을 폐쇄했다. BGP는 ISP 간의 트래픽 라우팅을 담당한다.
이집트의 ISP 중 하나만 계속 운영이 허용되었다. ISP 누르 그룹은 이집트 증권 거래소와 일부 정부 부처에만 연결성을 제공했다. 다른 ISP는 다른 국가에서 무료 다이얼업 인터넷 액세스를 제공하기 시작했다.

### 유럽
유럽은 국제 백본의 성장에 주요 기여를 하고 있으며 인터넷 대역폭의 성장에도 기여하고 있다. 2003년 유럽은 전 세계 국제 국경 간 대역폭의 82%를 차지했다. 레벨 3 커뮤니케이션스는 2011년에 전용 인터넷 접속 및 가상사설망 서비스 라인을 출시하기 시작했으며, 이를 통해 대기업은 3단계 백본에 직접 접근할 수 있게 되었다. 백본에 기업을 직접 연결함으로써 기업은 대규모 시장 수요를 충족하는 더 빠른 인터넷 서비스를 제공받을 수 있다.

### 캅카스
캅카스 주변의 일부 국가에는 매우 단순한 백본망이 있다. 2011년, 조지아의 75세 여성이 삽으로 광섬유 백본 회선을 찔러 인접 국가인 아르메니아에 12시간 동안 인터넷 접속이 끊겼다. 이후 국가는 광섬유 백본 인프라를 대폭 개선했지만 정부 자금 부족으로 진행이 더디다.

### 일본
일본의 인터넷 백본은 인터넷 및 기술 전반에 대한 높은 수요를 지원하기 위해 높은 효율성이 필요하다. 일본은 2009년에 8,600만 명 이상의 인터넷 사용자를 보유했으며, 2015년까지 거의 9,100만 명의 인터넷 사용자로 증가할 것으로 예상되었다. 일본은 가정용 광섬유에 대한 수요가 있기 때문에, 이 서비스를 더 저렴한 가격으로 제공하기 위해 국내 백본 사업자인 일본전신전화 (NTT)의 광섬유 백본 회선을 활용하는 방안을 모색하고 있다.

### 중화인민공화국
어떤 경우에 인터넷 백본의 물리적 인프라의 특정 구간을 소유한 회사는 인터넷 시장을 수익성 있게 유지하기 위해 경쟁에 의존한다. 이는 중화인민공화국에서 가장 두드러지게 나타난다. 중국전신과 중국연합통신이 오랫동안 중국의 유일한 인터넷 서비스 제공업체 역할을 해왔기 때문에 소규모 회사는 중국에서 인터넷 시장을 수익성 있게 유지하는 상호 연결 정산 가격 협상에서 이들과 경쟁할 수 없다. 이러한 대기업의 차별적인 가격 책정은 시장 비효율성과 침체를 초래하고 궁극적으로 국가에 서비스를 제공하는 인터넷 백본망의 효율성에 영향을 미친다.

## 같이 보기
- 인터넷2
- 네트워크 서비스 제공자
- 루트 네임 서버
- 패킷 교환
- 트렁킹

## 추가 읽기
- Greenstein, Shane. 2020. "The Basic Economics of Internet Infrastructure." Journal of Economic Perspectives, 34 (2): 192-214. DOI: 10.1257/jep.34.2.192

## 추가 문헌
- Dzieza, Josh (2024년 4월 16일). “The cloud under the sea: The invisible seafaring industry that keeps the internet afloat”. 《The Verge》. 2024년 4월 16일에 확인함.